# A-1靶機
Fleetwings A-1是一款由Fleetwings研製的靶機。

## 發展
A-1於1940年左右建造，是一款小型無人靶機，可能是專為此目的設計的。該機無人駕駛，由地面無線電指令控制。A-1的製造數量未知，但很可能在1941年中期退役。